# 130-mm-Kanone M-46
Die 130-mm-Kanone M-46 ist eine gezogene Kanone des Kalibers 130 mm aus sowjetischer Produktion. Sie wurde ab 1946 entwickelt. Westliche Beobachter nahmen die Kanone erstmals 1954 wahr, weshalb das Geschütz im Westen auch unter dem Namen M1954 bekannt ist. Eine chinesische Version der Kanone wird als Typ 59 bezeichnet. Lange Zeit gehörte die M-46 mit ihrer Reichweite von mehr als 27 km zu den weitreichendsten Rohrartillerie-Systemen der Landstreitkräfte, die ohne Reichweitensteigerung (z. B. Base-Bleed) auskommen.

## Technische Beschreibung
Die 130-mm-Kanone M-46 besitzt ein charakteristisch langes und dünnes Rohr mit einer charakteristischen Loch-Mündungsbremse („Pfefferstreuer“). Hydropneumatischer Rohrvorholer und Rohrbremse sind oberhalb und unterhalb des Rohres angeordnet. Die Bedienung wird durch einen schmalen, nach hinten abgewinkelten Geschützschild von 7 mm Stärke nur wenig gedeckt. Das Geschütz wird manuell geladen, die Munition ist in Treibladung und Geschoss geteilt. Für den indirekten Beschuss gibt es Spreng-, Splitter-, Nebel- und Leucht-Geschosse. Es soll auch chemische Munition produziert worden sein, befüllt mit Sarin bzw. VX. Höhe und Seite werden im indirekten Richten durch die Besatzung manuell eingestellt, visiert wird dabei durch den Richtkreis PG-1 (PANTEL) mit dem Kollimator K-1. Für den direkten Schuss auf gepanzerte, bewegliche Ziele gibt es spezielle Munition sowie ein Visier für das direkte Richten bei Tageslicht (optisch OP 4-35) bzw. in der Nacht (passives Infrarot-Nachtzielgerät).
Um das Geschütz marschfähig zu machen, zieht die Besatzung das Rohr aus der Wiege nach hinten, um die Gesamtlänge der Waffe zu vermindern. Das Geschütz läuft auf schaumstoffgefüllten, großen Gummirädern, die einzeln gelagert sind. Der Lafettenschwanz der Spreizlafette wird zum Transport zusammengeklappt und läuft auf einer geteilten Protze mit kleineren Rädern. Die Normzeit für die Herstellung der Marschbereitschaft aus Feuerstellung beträgt ungefähr sieben Minuten. Zugmaschinen sind schwere Lkw (z. B. KrAZ-255 oder Tatra 813), Kettenschlepper (z. B. ATS-59) oder leicht gepanzerte Zugmittel (z. B. MT-LB). Ein Gespann kann das Geschütz mit einer Reisegeschwindigkeit von bis zu 50 km/h ziehen.

## Einsatz

### Einsatzprofil
Die M-46 galt mit ihrer hohen Mündungsgeschwindigkeit und der außergewöhnlich hohen Reichweite von bis zu 27.490 m zum Zeitpunkt ihrer Einführung bis in die 1970er-Jahre als exzellente Waffe für das indirekte Feuer. Auch im Kampf gegen gepanzerte Ziele besitzt sie eine hohe Durchschlagskraft, auch wenn die manuelle Zielführung nicht mit den halbautomatisierten Systemen der neueren Panzerkanonen mithalten kann. Verletzlich ist das Waffensystem wegen des hohen Personalbedarfs und der fehlenden Panzerung durch Luftschläge, gegnerische Artillerie und durchgebrochene Panzer, zumal die für den Stellungswechsel eines gezogenen Systems benötigte Zeit kein Unterlaufen („Shoot-and-scoot“) der gegnerischen Reaktionszeit erlaubt.
Die M-46 wurde in den Landstreitkräften des Warschauer Paktes in Geschütz-Abteilungen von Bataillonsgröße zusammengefasst, die aus drei Batterien mit je sechs M-46 bestanden. Diese Geschütz-Abteilungen fanden sich in Artillerieregimentern oder Artilleriebrigaden auf Verbänden der Front- bzw. Armee-Ebene. Auch Divisions-Artillerie-Gruppen (DAG) von Durchbruchsverbänden auf Divisions-Ebene erhielten M-46. Die taktische Rolle der M-46 bildete gewöhnlich das Gegenfeuer gegen feindliche Artillerie („counter-battery“). Dafür werden die Einheiten im Angriff ungefähr 5 km hinter der Front in Stellung gebracht, in der Verteidigung ungefähr 9 km.

### Nutzerstaaten

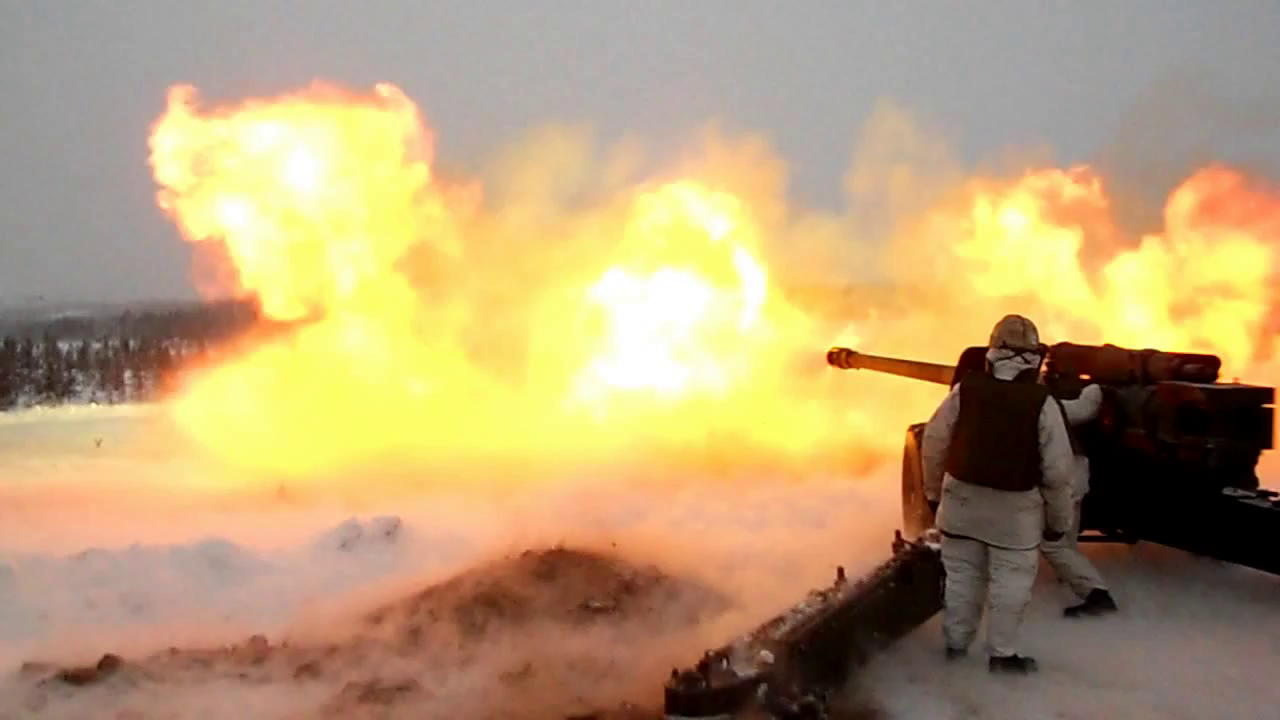
Übung zum Gefechtsschießen im direkten Richten mit der finnischen Variante 130 K 54 (2010)

Die M-46 wurde in mehr als 25 Länder exportiert, darunter praktisch alle Länder des Warschauer Paktes, sowie u. a. Ägypten, Finnland, Indien, Iran, Irak, Syrien und Vietnam. In der Sowjetunion wurde die M-46 in ihrer Rolle als Divisionsartillerie ab den 1970er-Jahren zunehmend durch die Selbstfahrlafette 2S5 Giazint bzw. das gezogene Geschütz 2A36 Giatsint abgelöst, beide mit dem Kaliber 152 mm. In vielen anderen Ländern ist die M-46 noch im Einsatz, teils durch Umrüstung auf das Kaliber 152 mm oder Montage auf fahrbaren Plattformen kampfwertgesteigert.
Heutige Nutzer (alphabetisch)
 Algerien verfügte 2008 über 10 Geschütze M-46. Die gezogenen Artilleriesysteme Algeriens bestehen hauptsächlich aus 122-mm-Haubitzen älterer (D-30) und ganz alter (A-19) russischer Bauart.
 Finnland: Die Finnischen Streitkräfte übernahmen 1993 von Deutschland 166 M-46 aus NVA-Beständen. Diese Geschütze wurden technisch überarbeitet und als 130 K 54 bezeichnet. Landstreitkräfte und Marine erhielten je 72 Geschütze zur Küstenverteidigung. Daneben existieren noch 15 Küstengeschütze des Kalibers 130 mm aus finnischer Produktion (Typ K 90-60, Tampella / Vammas), die aber eine andere technische Basis haben.
 Guinea übernahm im Jahr 2000 von Rumänien zwölf gebrauchte Geschütze M-46. Der Verkauf wurde über die israelische Firma Gatestar abgewickelt. Nachdem 2008 die Armee des afrikanischen Staates, die als korrupt und undiszipliniert gilt, mit neuen Waffen gegen Demonstranten vorging und dabei hunderte an Menschen tötete, wurde 2009 durch die EU ein Waffenembargo erlassen. Die zwölf M-46-Geschütze waren 2013 noch im Bestand und sind dort zusammen mit zehn 122-mm-Kanonen russischer Bauart im einzig vorhandenen Artillerie-Bataillon der Armee Guineas organisiert.
 Indien wurde in den 1960er-Jahren von der Sowjetunion mit M-46 ausgerüstet. Die Munition dafür wurde lokal hergestellt. Im dritten Indisch-Pakistanischen Krieg (1971) litt das indische Heer unter der geringen Mobilität der gezogenen Rohrartillerie, darunter die M-46. Ab Anfang der 1980er-Jahre galt zudem der indische Kampfpanzer Vijayanta als veraltet. Aus der verlängerten Plattform des Panzers entstand nach dem Entfernen des Turms und Montage der M-46 ab 1986 der M-46 Catapult (Vijayanta SPG). Indien konvertierte auf diese Art etwa 100 M-46 zu Selbstfahrlafetten. Indien verfügte zum Ende des Kalten Kriegs über etwa 700 M-46, mit denen 36 Regimenter ausgerüstet waren. 1994 kamen weitere 120 M-46 hinzu. 2012 wurde die Portierung des Catapult-Konzeptes auf den neueren Panzer Arjun untersucht.
 Iran: Das iranische Heer unter Einschluss der Revolutionsgarde verfügte im Jahr 2000 über etwa 800 M-46, die so einen Großteil der etwa 2.000 gezogenen Artilleriesysteme Irans bilden.
 Libyen verfügte 2008 über 330 M-46. Damit stellte die M-46 gut die Hälfte der gezogenen Artilleriesysteme Libyens.
 Marokko verfügte 2008 über 18 Geschütze M-46, ein knappes Fünftel des marokkanischen Bestandes an gezogenen Artilleriesystemen.
 Pakistan bezog im Jahr 2000 vom chinesischen Hersteller Norinco 60 Stück des Geschützes Type 59-1. Während das chinesisch produzierte Geschütz Type-59 eine 1:1-Kopie der M-46 ist, beinhaltet die spätere Version Type 59-1 Konstruktionselemente des Type 60, einer Kopie der russischen 122-mm-Haubitze D-74. Durch den semi-automatischen Verschluss ist eine höhere Feuergeschwindigkeit möglich, die Protze ist entfallen.
Ehemalige Nutzer
 DDR: Ab Mitte der 1960er-Jahre löste die Nationale Volksarmee die 152-mm-Kanonenhaubitze ML-20 in ihrer Rolle als Armee-Artillerie mit der M-46 ab. Bis 1972 war die Einführung abgeschlossen, die NVA verfügte insgesamt über etwa 180 M-46. Davon waren jeweils 72 M-46-Geschütze den beiden Artillerie-Regimentern (AR-3 in Leipzig und im AR-5 in Dabel) der Militärbezirke III und V zugeteilt. In der 40. ABR in Blankenfelde, die für den Kampf um West-Berlin vorgesehen war, befanden sich weitere 18 M-46. Diese Geschütz-Abteilung unterstand bis 1986 den Grenztruppen. Der restliche M-46-Bestand der NVA von 16 bis 18 Geschützen bildete eine Artillerie-Abteilung im AR-8 in Rostock, das zur 8. MSD gehörte. Bei der Auflösung der NVA 1990 wurden 178 Kanonen M-46 an die Bundeswehr übergeben. Davon wurden 166 Geschütze 1993 an Finnland exportiert.

### Kampfeinsätze
Die ägyptische Armee nutzte die M-46 1967 im Sechstagekrieg gegen Israel und war damit der von der IDF eingesetzten Artillerie in der Reichweite weit überlegen, da deren Standardhaubitzen des Kalibers 105 mm (M101) und 155 mm (M114) nur eine Reichweite von 12 bzw. 15 km besaßen. Allerdings machte die IDF diesen Vorteil durch den Einsatz von Selbstfahrlafetten, die mobile Kriegsführung und die erlangte Luftherrschaft mehr als wett. Bis zum Jom-Kippur-Krieg 1973 hatte die IDF auf die 155-mm-Haubitze M109 und die 203-mm-Haubitze M110 aufgerüstet, welche die Reichweitenlücke zur M-46 teilweise schlossen.
Im Vietnamkrieg setzte die Nordvietnamesische Armee die M-46 zahlreich ein, erstmals 1968 in der Schlacht um Khe Sanh. Dort führte die überlegene Reichweite der teils in Laos befindlichen M-46-Feuerstellungen gegenüber den amerikanischen Geschützen trotz massiven Einsatzes von Bombern (insbesondere Arc Light) zu einer ständigen Artillerie-Bedrohung der eingeschlossenen Marines. Diese endete erst mit der Operation Pegasus, indem mit dem Vorrücken der US-Army die Artillerie der 1st Cav. Division die M-46-Stellungen unter Gegenbeschuss nehmen konnten.

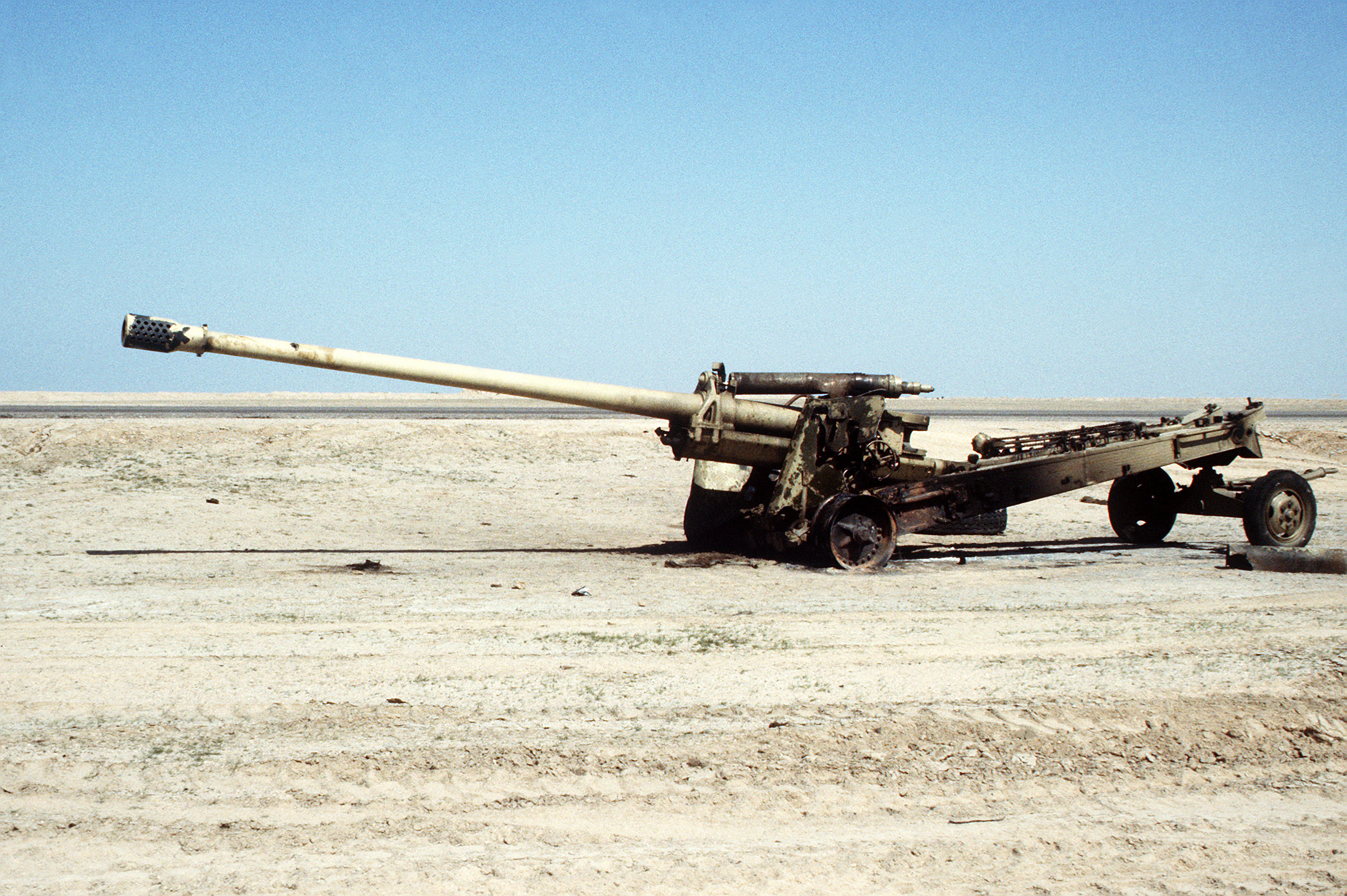
Zerstörte M-46 der Republikanischen Garde im Golfkrieg (1991)

Vor dem Golfkrieg (1991) verfügten die irakischen Streitkräfte über etwa 3.000 bis 5.000 gezogene Artilleriesysteme meist sowjetischer Herkunft, darunter auch M-46. Im Golfkrieg halbierte sich diese Zahl vor allem durch Luftangriffe und die überlegene Aufklärung der amerikanischen Streitkräfte auf nur noch etwa 1.500 bis 1.800 gezogene Artilleriesysteme (Stand 1999). Auch im Irakkrieg (2003) wurden die Artillerie-Einheiten der Iraker vernichtend geschlagen.
Im Bosnienkrieg beschossen bosnisch-serbische Truppen die Stadt Tuzla, dabei verursachte der Einschlag einer einzelnen Sprenggranate aus einer M-46 in einem belebten Stadtteil 71 Todesopfer und 173 Verletzte. Das jüngste Todesopfer war ein Kind von zweieinhalb Jahren. Dieser Vorfall wird als Tuzla-Massaker bezeichnet.
Die Syrische Armee verfügte vor Ausbruch des Bürgerkriegs in Syrien über 700 bis 800 M-46-Geschütze, die auf beiden Seiten des Konfliktes eingesetzt wurden.
Im Russisch-Ukrainischen-Krieg setzte Russland ab Sommer 2024 viele der alten Geschütze ein, um die großen Verluste an modernerem Material auszugleichen. Die  passende 130-mm-Munition lieferten Iran und Nordkorea.